# Vlag van Jirnsum

Vlag van Jirnsum

De vlag van Jirnsum is het dorpsvlag van het Nederlandse dorp Jirnsum, in de Friese gemeente Leeuwarden. Bij gemeenteraadsbesluit van 8 december 1985 zijn een wapen en een vlag vastgesteld voor de 18 dorpen van de voormalige gemeente Boarnsterhim. De vlag werd in 1986 geregistreerd.

## Beschrijving
De beschrijving van de vlag is als volgt:
Twee lengtebanen van wit en rood, verhouding lengten 2:1; in de witte baan een blauw klaverkruis.
De kleuren zijn afkomstig van het dorpswapen.

## Symboliek

Witte en rode banen: ontleend aan het wapen van Rauwerderhem.
- Blauw klaverkruis: symbool van de heilige Mauritius, patroonheilige van de plaatselijke kerk.[2]